# 奥田喜一郎
奥田 喜一郎（おくだ きいちろう、1877年 - 没年不明）は、日本の実業家。

## 生涯
生家は三重県の津で呉服店を営んでいたが、経営悪化により喜一郎は米穀商での丁稚奉公を余儀なくされ、その時期に市場の相場を見る目を養って証券業界へと進んだ。
明治期に奥田証券を津市に創業した。奥田証券は、大正時代には大阪市北浜に拠点を構えるほどの発展を見せ、喜一郎は兵庫県芦屋市に別邸を建て、息子6人を全員大学に進ませた。
孫に、トヨタ自動車元社長の奥田碩、J.フロント リテイリング顧問の奥田務がいる。